# Gwiazdozbiór Zegara
Zegar (łac. Horologium, dop. Horologii, skrót Hor) to mało wyraźny, 58. co do wielkości gwiazdozbiór nieba południowego; jeden z kilkunastu, jakie w latach 1752–1763 wprowadził francuski astronom, kartograf i duchowny, badacz nieba południowego Nicolas-Louis de Lacaille. Nie zawiera gwiazd o jasności większej niż 3m. Liczba gwiazd dostrzegalnych nieuzbrojonym okiem: około 20. W Polsce praktycznie niewidoczny; północne, pozbawione jasnych gwiazd krańce Zegara w najdalej wysuniętych na południe miejscach kraju wschodzą nad horyzont o nie więcej niż półtora stopnia. Obszar gwiazdozbioru wynosi 249 stopni kwadratowych.

## Pochodzenie nazwy
Gwiazdy Zegara znajdują się na południowym niebie, w związku z czym starożytni astronomowie mieli spore trudności, by je zauważyć. Nic więc dziwnego, że nie istnieją związane z tym gwiazdozbiorem opowieści mitologiczne. Nicolas-Louis de Lacaille wymyślił Horologium Oscillatorium podczas wizyty w obserwatorium na Przylądku Dobrej Nadziei pomiędzy 1751 a 1752 rokiem. Podobnie jak wiele gwiazdozbiorów Lacaille’a i ten przedstawia instrument nauki lub techniki. Horologium upamiętnia wynalezienie w 1656 przez holenderskiego fizyka Christiaana Huygensa zegara wahadłowego. Od tego czasu nie było znaczących zmian w formie czy gwiazdach tworzących tę konstelację, jedynie nazwa została skrócona do Horologium (Zegar).

## Gwiazdy Zegara
W cichym zakątku rzeki Erydan niezwracające na siebie uwagi gwiazdy Zegara zaczęły odmierzać na niebie czas. Ciemne gwiazdy tworzą długą linie wzdłuż brzegów rzeki i nie są w ogóle podobne do zegara wahadłowego. Konstelacja zaczyna się trochę na zachód od grupy gwiazd w kształcie latawca w gwiazdozbiorze Sieci, wywija się na północ przez kilka gwiazd piątej i szóstej wielkości i kończy się najjaśniejszą gwiazdą tej konstelacji – Alfa Horologii (α Hor). Jest to jedyna gwiazda czwartej wielkości w tym gwiazdozbiorze, przeciętny olbrzym typu K, znajdujący się w końcowym stadium ewolucji. Na początku był karłem klasy A, prawdopodobnie bardzo podobnym do Syriusza. Teraz, w wieku około miliarda lat, używa jako źródła energii fuzji nie tylko jąder wodoru, ale i helu. Znajduje się w odległości około 117 lat świetlnych od Słońca i jest 47 razy jaśniejszy od Słońca. Wkrótce się jeszcze bardziej rozprzestrzeni i stanie się w pełni rozwiniętym czerwonym olbrzymem. 
- β Hor, typ widmowy A5 III, jasność 4,98m, odległa o 315 lat świetlnych.
- ι Hor, żółty karzeł, posiada planetę Jota Horologii b.
- R Horologii to gwiazda zmienna typu Mira Ceti, pulsujący czerwony olbrzym, bardzo już stary, którego jasność fluktuuje regularnie, choć niezbyt często. Ta gwiazda ma jeden z najdłuższych okresów w swojej klasie, osiągając maksymalną jasność co 407 dni, gdy na krótko staje się jedną z najjaśniejszych gwiazd konstelacji. Ma też jedną z największych amplitud swojej klasy, zmieniając się pomiędzy widzialną nieuzbrojonym okiem wielkością 4,7 a bardzo bladą wartością 14,3m[1].

## Interesujące obiekty
Zegar znajduje się daleko od bogactw Drogi Mlecznej i nie ma zbyt wiele do zaoferowania obserwatorom amatorom. 
W gwiazdozbiorze znajdują się dwie znane gromady kuliste NGC 1261 oraz Arp-Madore 1, najbardziej oddalona od Słońca znana gromada kulista Drogi Mlecznej. NGC 1261 jest z pewnością najlepsza do obserwacji. Leży od nas dość daleko, w odległości 54 tysięcy lat świetlnych, a w 20-centymetrowym teleskopie pokaże blade gwiazdy na tle skoncentrowanego mglistego halo.
- Liczne galaktyki są przeważnie, podobnie jak gwiazdy, małe i blade. NGC 1448 jest widoczna przez 15-centymetrowy teleskop. Jest to piękna galaktyka w kształcie wrzeciona o ostrych brzegach i jaśniejszym centrum.
- NGC 1512 to wspaniała galaktyka spiralna z poprzeczką. Jest to sąsiad naszej Drogi Mlecznej, leży w odległości około 30 milionów lat świetlnych od Słońca, ale jest wystarczająco jasna, by można było ją zobaczyć za pomocą amatorskiego teleskopu[1].